# Nautøykalven
Nautøykalven est une île norvégienne du comté de Hordaland appartenant administrativement à Bømlo.

## Description
Rocheuse et désertique, elle s'étend sur environ 326 m de longueur pour une largeur approximative de 112 m.
Elle comporte un lac en son centre.